# Anton Heida
Anton Heida (Praga, Imperi Austrohongarès, 24 de desembre de 1878 - segle XX) fou un gimnasta artístic estatunidenc, guanyador de sis medalles olímpiques. Nascut a Praga es nacionalitzà estatunidenc el 17 d'octubre de 1904.

## Carrera esportiva
Membre de l'equip "Turngemeinde Philadelphia", va participar, als 26 anys, en els Jocs Olímpics d'Estiu de 1904 realitzats a Saint Louis (Estats Units), on aconseguí guanyar sis medalles olímpiques: la medalla d'or en la prova combinada, la prova per equips, en la barra fixa, salt sobre cavall i cavall amb arcs. Així mateix també guanyà la medalla de plata en la prova de barres paral·leles.